# Pharaoh's Tomb
Pharaoh's Tomb è un videogioco a piattaforme per sistema operativo MS-DOS, sviluppato e inizialmente pubblicato da Micro F/X; in seguito, quando la Micro F/X si fuse con Apogee, venne distribuito dalla casa di Scott Miller. Si impersona l'archeologo Nevada Smith, in esplorazione di una piramide in Egitto. Sviluppato in modalità grafica CGA, è privo di scrolling (i livelli sono grandi quanto una sola schermata).
È diviso in 4 episodi (comprendenti 20 livelli ciascuno):
- Raiders of the Lost Tomb
- Pharaoh's Curse
- Temple of Terror
- Nevada's Revenge

Raiders of the Lost Tomb è distribuito come shareware, mentre gli altri non sono più venduti da Apogee, che ha tolto il titolo dai cataloghi, e che lo ha reso freeware il 20 marzo 2009.
Esiste un seguito, intitolato Arctic Adventure, con medesimo gameplay ma differente ambientazione.